# ロングブリッジ駅

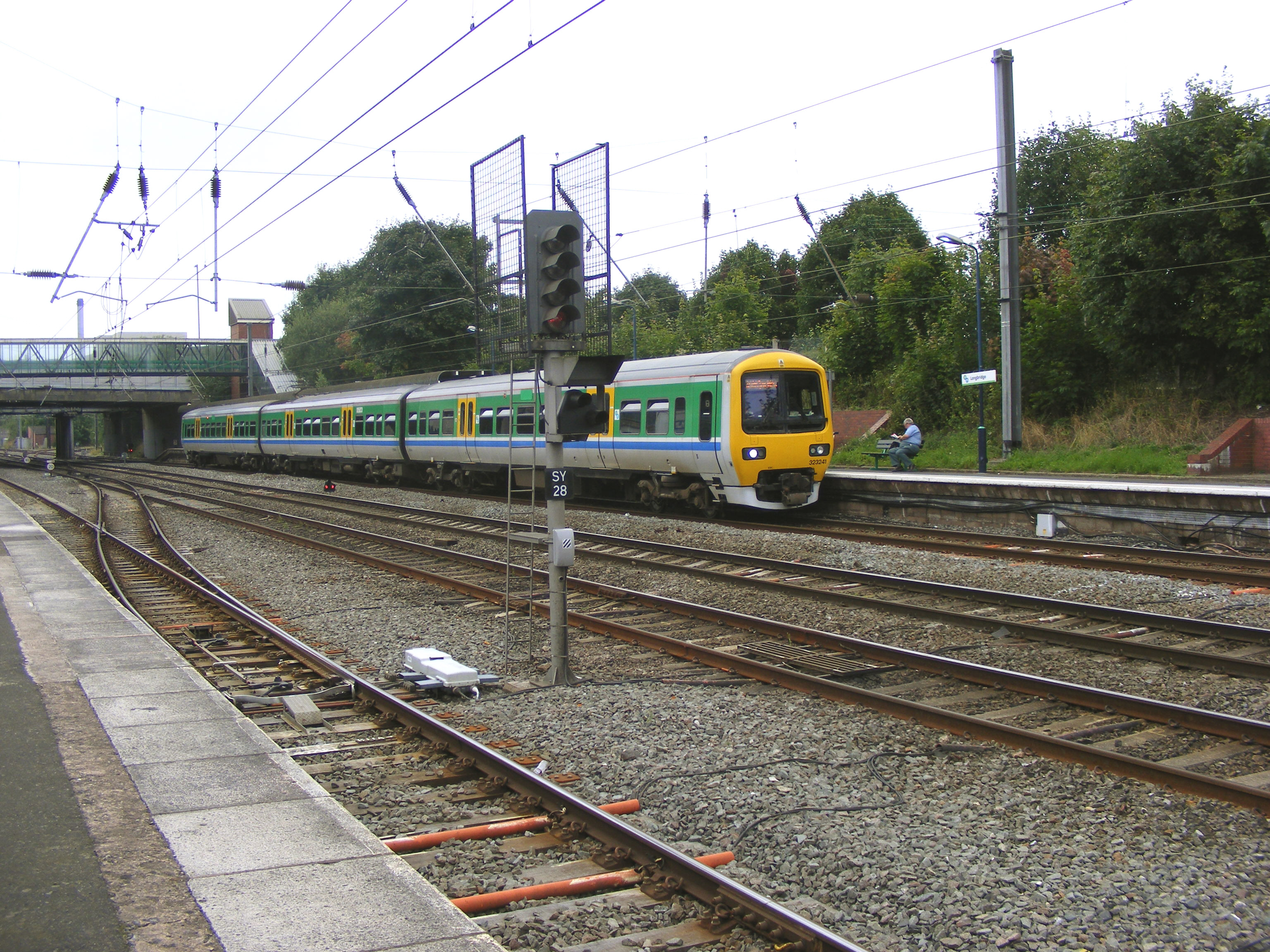
ロングブリッジ駅に停車した323形。バーミンガム・ニューストリート駅方面へ向かう直前。

ロングブリッジ駅（ロングブリッジえき、英語:Longbridge station）は、イングランド中部バーミンガムの南西郊ロングブリッジにある鉄道駅。クロス・シティ線の駅であり、この駅とここに停車するすべての電車は、ウェスト・ミッドランズ・トレインズ（ウェスト・ミッドランズ・レールウェイブランド）によって運営されている。運賃ゾーンは4に属する。

## 歴史
テッサル・レーン(Tessall Lane)に面した現在のロングブリッジ駅は、ウェスト・ミッドランズ旅客輸送局によるクロス・シティ線計画の一環として、総額30万ポンドをかけて1978年に建設されたものである。以前に現在の駅の近くに存在していた同名の駅（以下、「旧駅」）は、オールド・ヒル駅へ向かう支線であったヘイルズオーエン鉄道上にあった。
旧駅は、現在はこの付近のクロス・シティ線の軌道となっている、当時のバーミンガム・ アンド・グロスター鉄道本線から、現在の駅の南方100メートルあまりにあるジャンクションを経てすぐ先に設けられていた。旧駅は、ヘイルズオーエン鉄道の歴史の中では最も遅く開業した駅であり、1915年に、もっぱらオースチンの自動車工場（ロングブリッジ工場）への通勤者の利用を考慮して新設された。ヘイルズオーエン鉄道はこの区間の旅客列車の定期運行を1919年に止めてしまったが、旧駅とバーミンガム・ニューストリート駅を結ぶ通勤専用列車は1960年1月1日に廃止されるまで運行が継続された。その後、旧駅を含む区間のヘイルズオーエン鉄道は、1964年に廃止された。
旧駅の廃止後14年を経て、1978年に、新たに整備されたクロス・シティ線の駅のひとつとして、旧バーミンガム・ アンド・グロスター鉄道本線上に現在の駅が設けられた。その後、1993年には、ロングブリッジ駅を含む区間の電化が完了した。

## 再開発への動き
ロングブリッジ地区改良の全体計画の一部として、ロングブリッジ駅は近い将来に再開発される可能性があるが、確定的な計画は固まっておらず、様々な提言がなされている。この地域を管轄する旅客輸送局であるウェスト・ミッドランズ交通局は、ロングブリッジ駅付近に立体駐車場の建物などパーク・アンド・ライド関連施設を設ける提案を何度かしているが、住民からの強い要望があるにもかかわらず、具体的な整備は進んでいない。

## 運行状況
平日・土曜日の日中は、ロングブリッジ-バーミンガム・ニューストリート間は10分間隔で電車が運行されており、南側はレディッチ駅とブロムスグローブ駅、北側はバーミンガム・ニューストリート駅を経由してフォー・オークス駅、リッチフィールド・シティ駅、リッチフィールド・トレント・ヴァレー駅の3駅が起終点となっている。日曜日には、電車は30分間隔でレディッチ - リッチフィールド間を往復している。現在運用されている電車は323形である。

## 利用状況
- 2004-05年 -   29万2千人
- 2005-06年 -  31万6千人
- 2006-07年 -  34万3千人
- 2007-08年 -  37万3千人
- 2008-09年 -  63万5千人

## 隣の駅
■ウェスト・ミッドランズ・レールウェイ（ウェスト・ミッドランズ・トレインズ）
ノースフィールド駅 - ロングブリッジ駅 - バーント・グリーン駅